# Johannisfriedhof (Osnabrück)

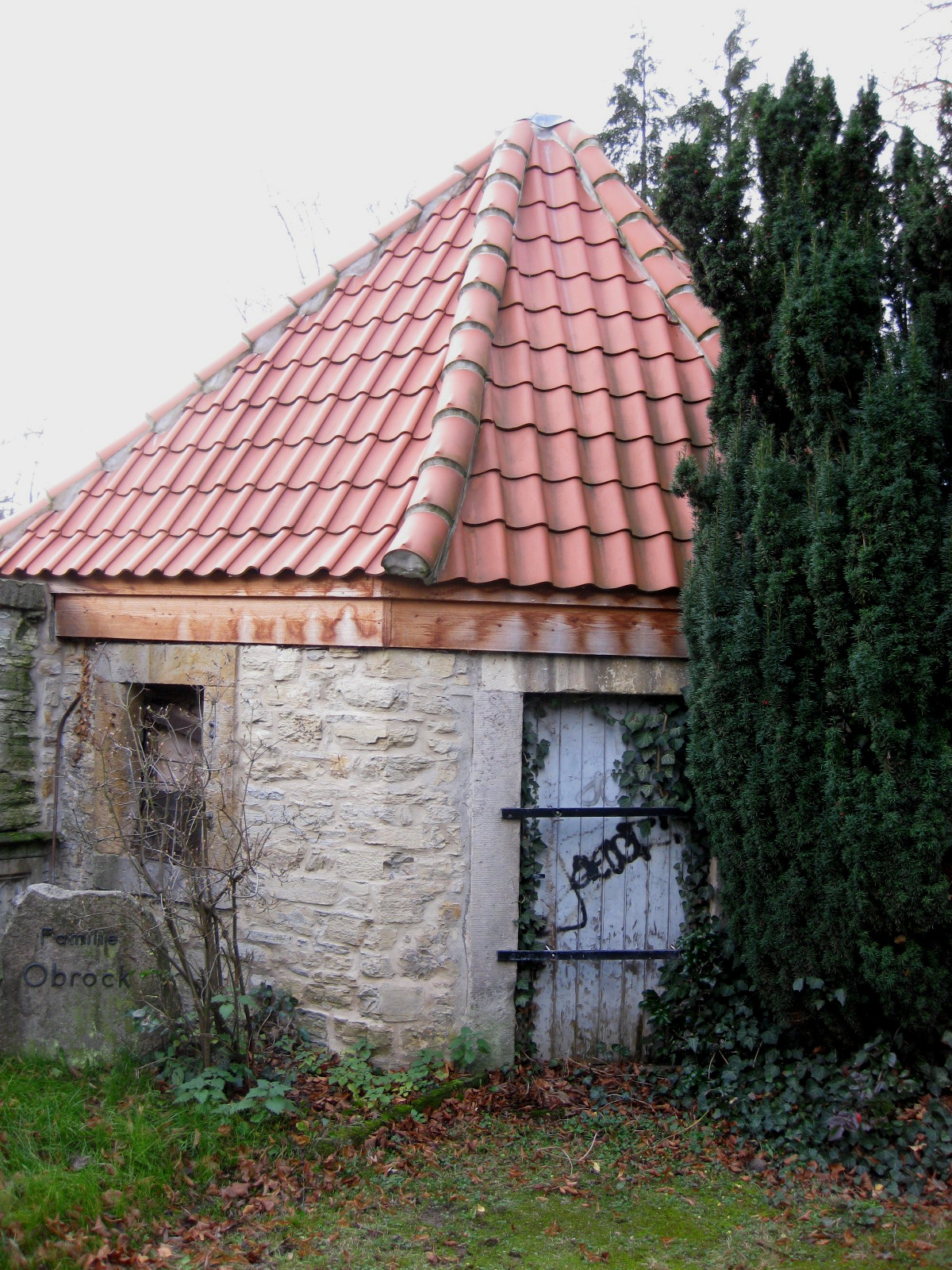
Totengräberhaus von 1808

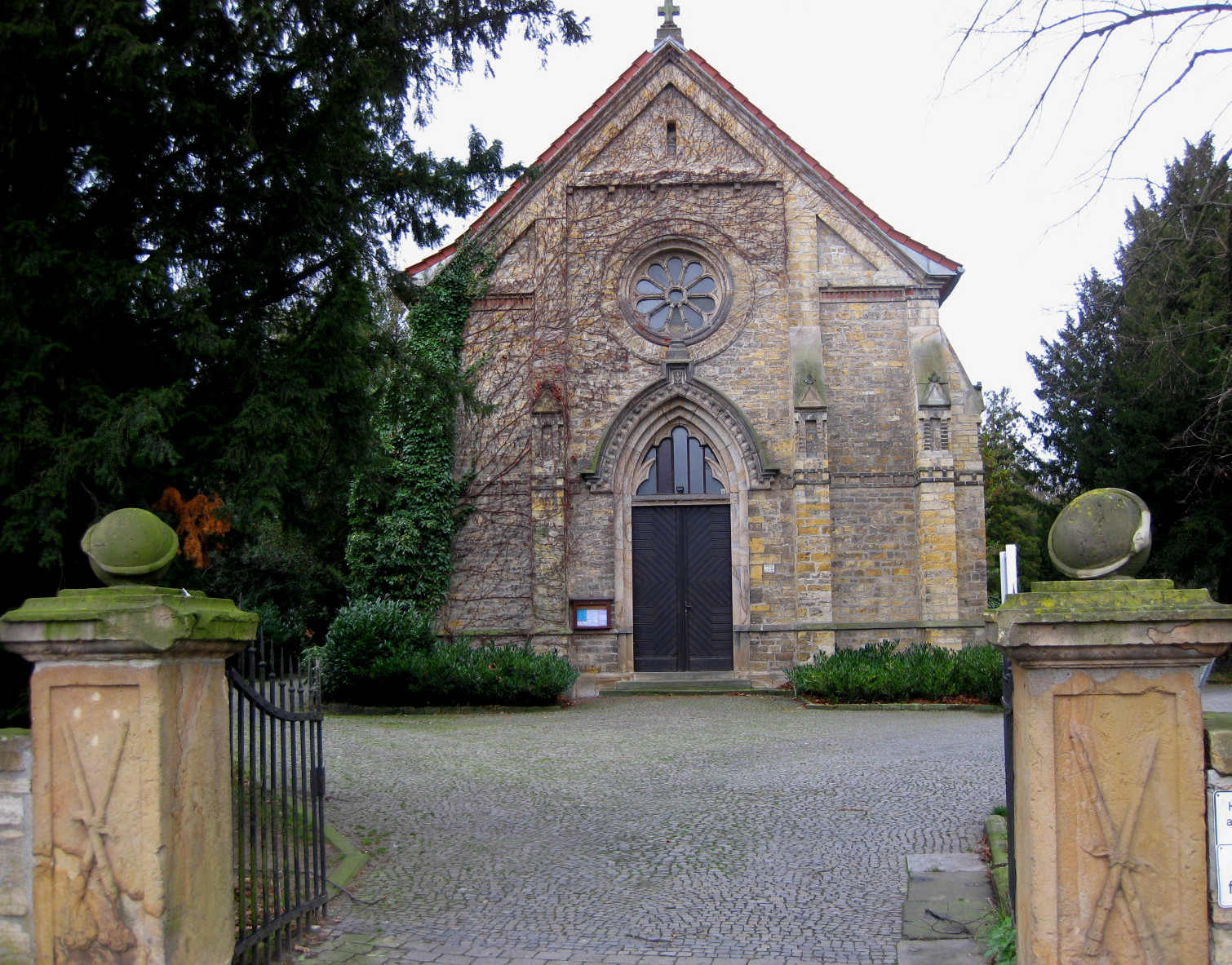
Die 1875 vollendete neugotische Friedhofskapelle steht unter Denkmalschutz

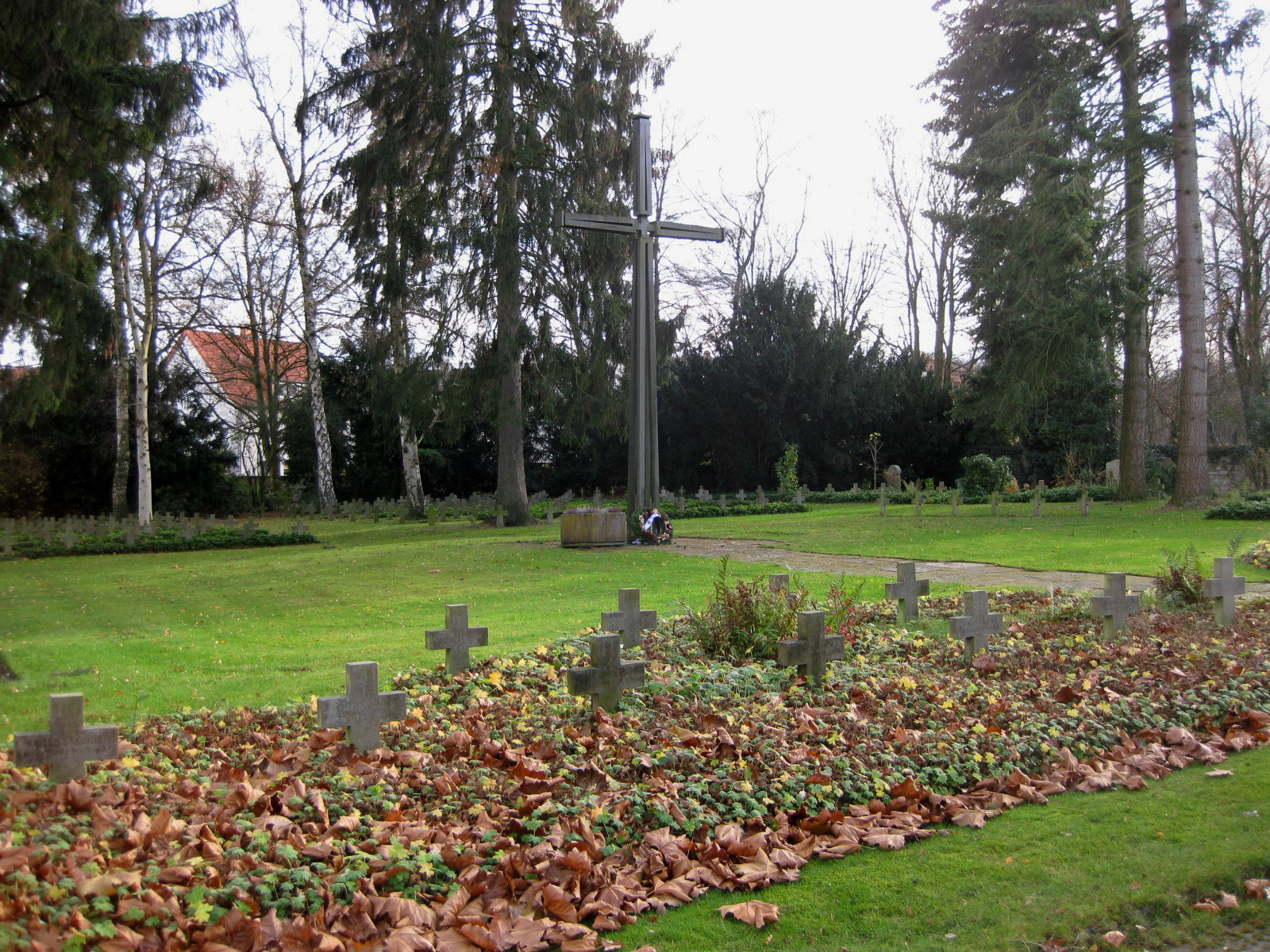
Kriegsgräberfeld Erster Weltkrieg

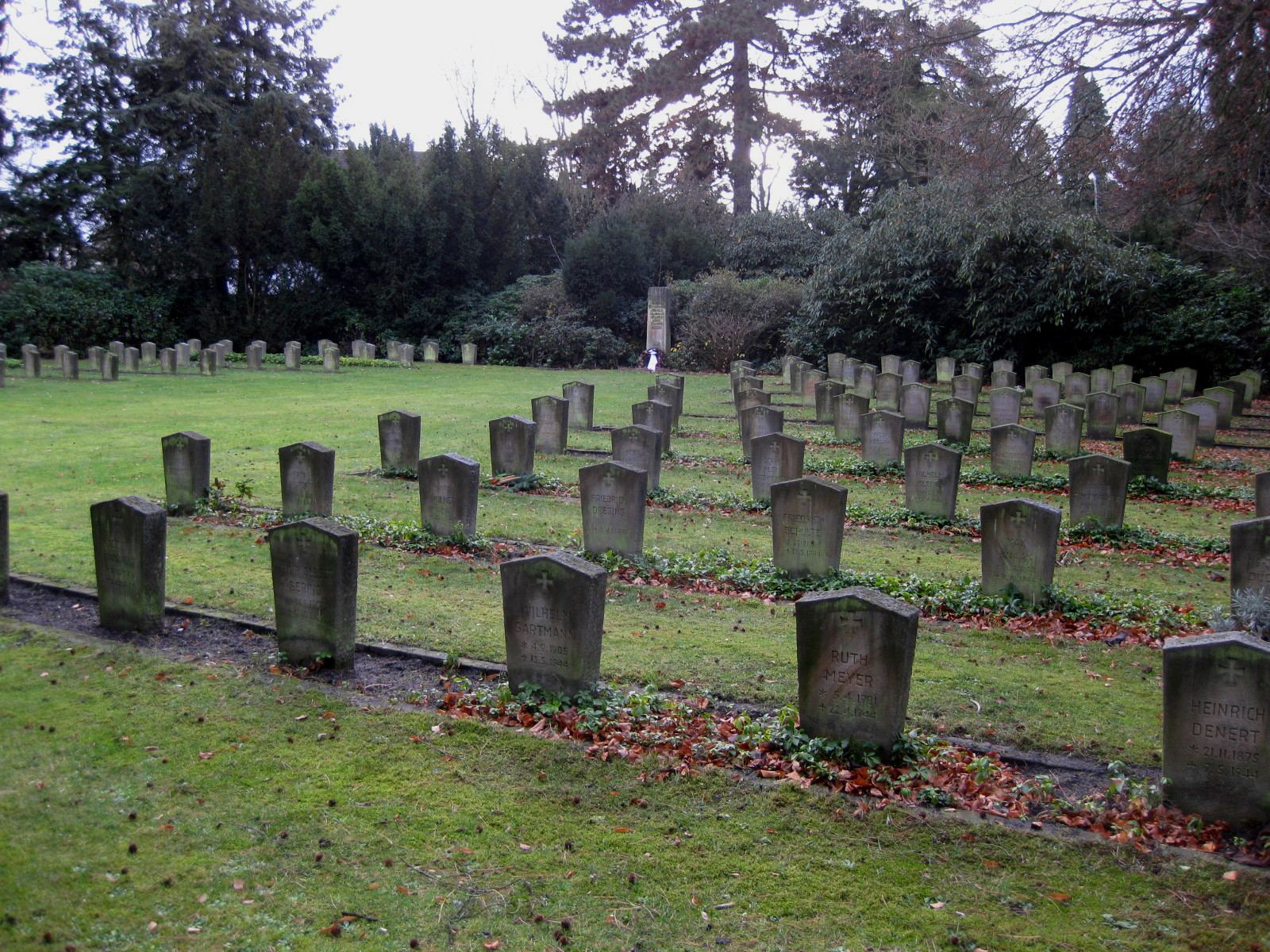
Kriegsgräberfeld Zweiter Weltkrieg

Der Johannisfriedhof (ursprünglich Neustädter Todtenhöfe und Todtenhof vor dem Johannisthore) ist ein Friedhof in der niedersächsischen Stadt Osnabrück. Auf ihm befinden sich Grabstätten bekannter Osnabrücker Persönlichkeiten und  Familien.
Der Friedhof befindet sich westlich der Iburger Straße (Bundesstraße 51) am Hauswörmannsweg; er wird von der Magdalenenstraße geteilt. Die Friedhofskapelle, Umfassungsmauern und Wandgräber stehen unter Denkmalschutz.

## Geschichte
Bis zum frühen 19. Jahrhundert befanden sich die Friedhöfe in Osnabrück an den Hauptkirchen, Klöstern und Hospitälern. Sie waren überbelegt, kurze Liegezeiten verursachten Hygieneprobleme. Der Magistrat plante ab 1803 die Neuanlage von Friedhöfen. Umgesetzt wurden die Pläne in der Zeit der Zugehörigkeit Osnabrücks zum Königreich Westphalen unter Jérôme Bonaparte, nachdem die Nutzung der bis dahin bestehenden ab 1. April 1808 vom Präfekten der königlichen Regierung untersagt worden war.
Für die Bewohner der Neustadt und der südlich der Stadt gelegenen Bauerschaften wurde eine Fläche vorgesehen, die sich in privatem Besitz befand und für rund 67 Reichstaler gekauft wurde. Angelegt wurde zunächst ein Friedhof, dessen östliche Ecke an die heutige Iburger Straße heranreicht. Sie wird als 1. Abteilung bezeichnet. Auf der gegenüberliegenden Ecke wurde 1808 das Totengräberhaus errichtet. Es kostete 65 Reichstaler und wurde von dem Maurermeister Holthaus errichtet.
1874 wurde der Bau der Friedhofskapelle im Stil der Neugotik aus Sandstein begonnen. Sie wurde von dem Maurermeister Wilhelm Pfropfe geplant und 1875 fertiggestellt. Auf Wunsch des Stadtbaumeisters Emil Hackländer (1830–1902) wurde sie für Fälle von Scheintod mit Glockenzügen ausgestattet. Die Torpfeiler am Eingang zum Friedhof stammen von dem Bildhauer Franz Wagner.
Das Hochkreuz im Zentrum der 1. Abteilung wurde 1887 aus Obernkirchener Sandstein errichtet. Es steht auf einem Sockel aus Ibbenbürener Sandstein. Auf ihm sind 4 Symbole zu sehen. Der Buchstabe A, der griechische Buchstabe Omega, ein Anker und ein Dreieck mit Auge. Alpha und Omega sind ein Symbol für Anfang und Ende. Für das Allumfassende und für Jesus Christus als den Ersten und Letzten. Der Anker ist das christliche Symbol für die Hoffnung. Das Auge im Dreieck ist nach christlicher Deutung ein Symbol für den dreieinigen Gott.
Ab 1850 reichte der Friedhof nicht mehr aus. Für den  Zweiten Johannis-Todtenhof kaufte die Stadt Gelände von der Klosterkammer, das 1859 als Friedhof angelegt wurde. Die dritte Abteilung folgte 1871. 1876 wurde der Jüdische Friedhof angelegt. 1885 kam der vierte Johannistotenhof hinzu. Die Planungen für den fünften Friedhof begannen 1905. Das Gelände befand sich ebenfalls im Besitz der Klosterkammer. Nach mehrjährigen Auseinandersetzungen um den Kaufpreis erwarb die Stadt die Fläche 1909 für 50.000 Mark. Zwischen dem vierten und fünften Friedhof wurde 1912 eine von dem Stadtbaumeister Lehrmann geplante Toranlage mit zwei Gebäuden errichtet. In der fünften Abteilung befindet sich das Kriegsgräberfeld für die Toten des Ersten Weltkriegs. Gesondert liegen zwölf finnische Jäger begraben, die 1918 bei einem Eisenbahnunglück ums Leben kamen und zu ihrem 100. Todestag eine besondere Ehrung durch eine hochrangige Delegation neun ehemaliger Generäle und Offiziere der finnischen Jägerstiftung erhielten. Unter den Toten des Ersten Weltkriegs sind auch kriegsgefangene Russen und Serben beigesetzt. Das Kriegsgräberfeld für die Toten des Zweiten Weltkriegs wurde auf dem ältesten Friedhofsteil angelegt. Serbische Gefangene aus dem Oflag VI C in Atter konnten auch während des Krieges den jüdischen Friedhofsteil nutzen, um ihre Toten zu begraben.
1965 beschloss der Stadtrat, sowohl den Hasefriedhof als auch den Johannisfriedhof Ende 2000 zu schließen, nachdem die Beisetzungen abgenommen hatten und nur noch Erbbegräbnisstellen belegt wurden. Erdbestattungen waren noch bis 1985 möglich,  Urnenbeisetzungen bis 1995.
Ursprünglich wurde geplant, den Friedhof nach Ablauf der letzten Liegezeiten Ende 2015 zu entwidmen. Im Dezember 2015 wurde vom Osnabrücker Rat eine Änderung der Friedhofssatzung beschlossen. Dieses hat zur Folge, dass der Johannisfriedhof nun laut Friedhofssatzung §2 Abs. 2 „außer Dienst gestellt“ ist. Er trägt damit weiterhin den Status eines Friedhofes. Nun steht er als Park für Erholung und Entspannung zur Verfügung.

## Grabstätten

### Clemens Lipper
Das älteste erhaltene Grabmal auf dem Friedhof ist der Grabpfeiler für Clemens Lipper (1742–1813). Lipper gehörte dem Kollegiatstift von St. Johann an und war als Baumeister des Klassizismus tätig.

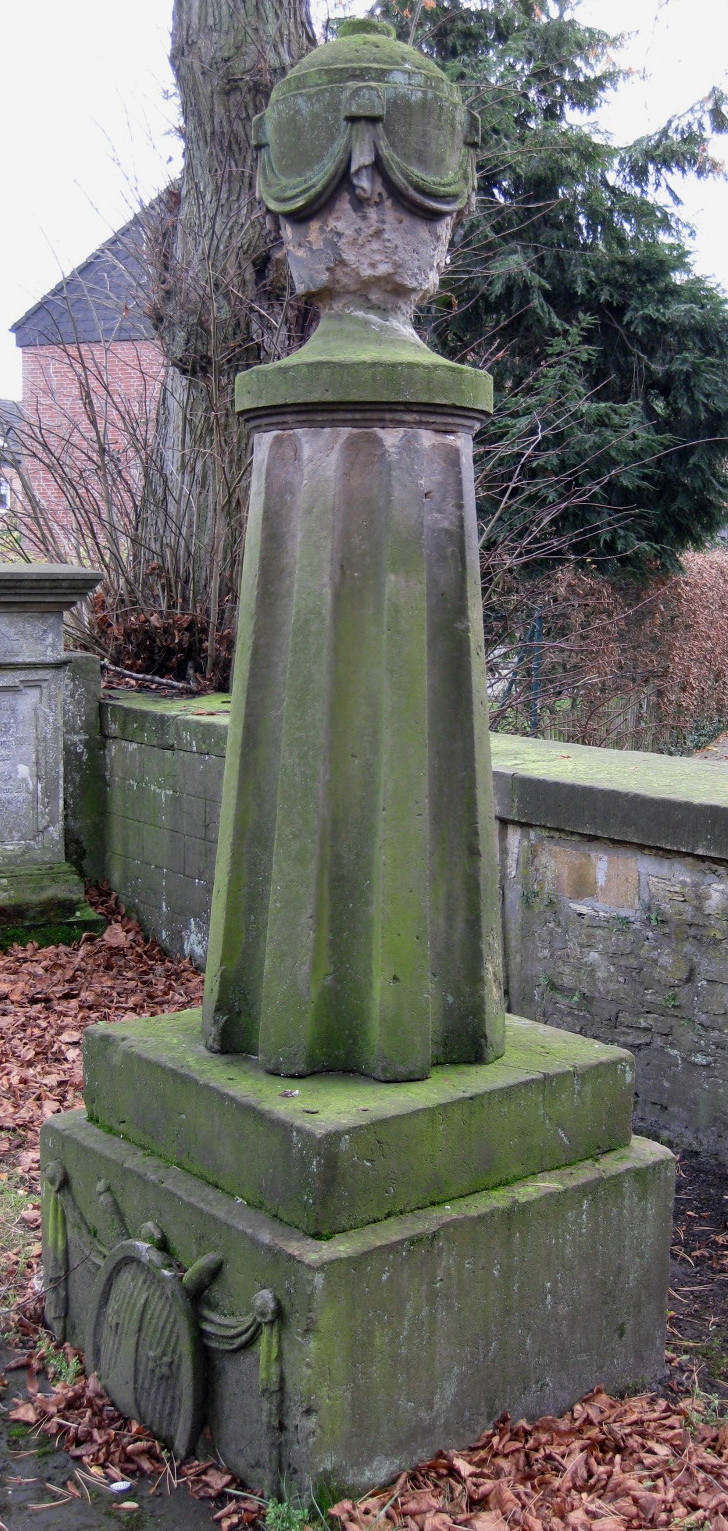
Grabsäule für Clemens Lipper

### Herbord Sigismund Ludwig von Bar
Herbord Sigismund Ludwig von Bar (1765–1844) war Landdrost und damit höchster hannoverscher Verwaltungsbeamter seiner Zeit in Osnabrück. Für sich und seine Frau Regine Catharine Charlotte von Bar, gebürtig Dürfeld (1769–1834) kaufte er 1825 vier Mauergräber. Nach seinem Tod wurden für das Ehepaar zwei Grabmonumente errichtet, die in Form von
Sarkophagen ausgeführt sind.

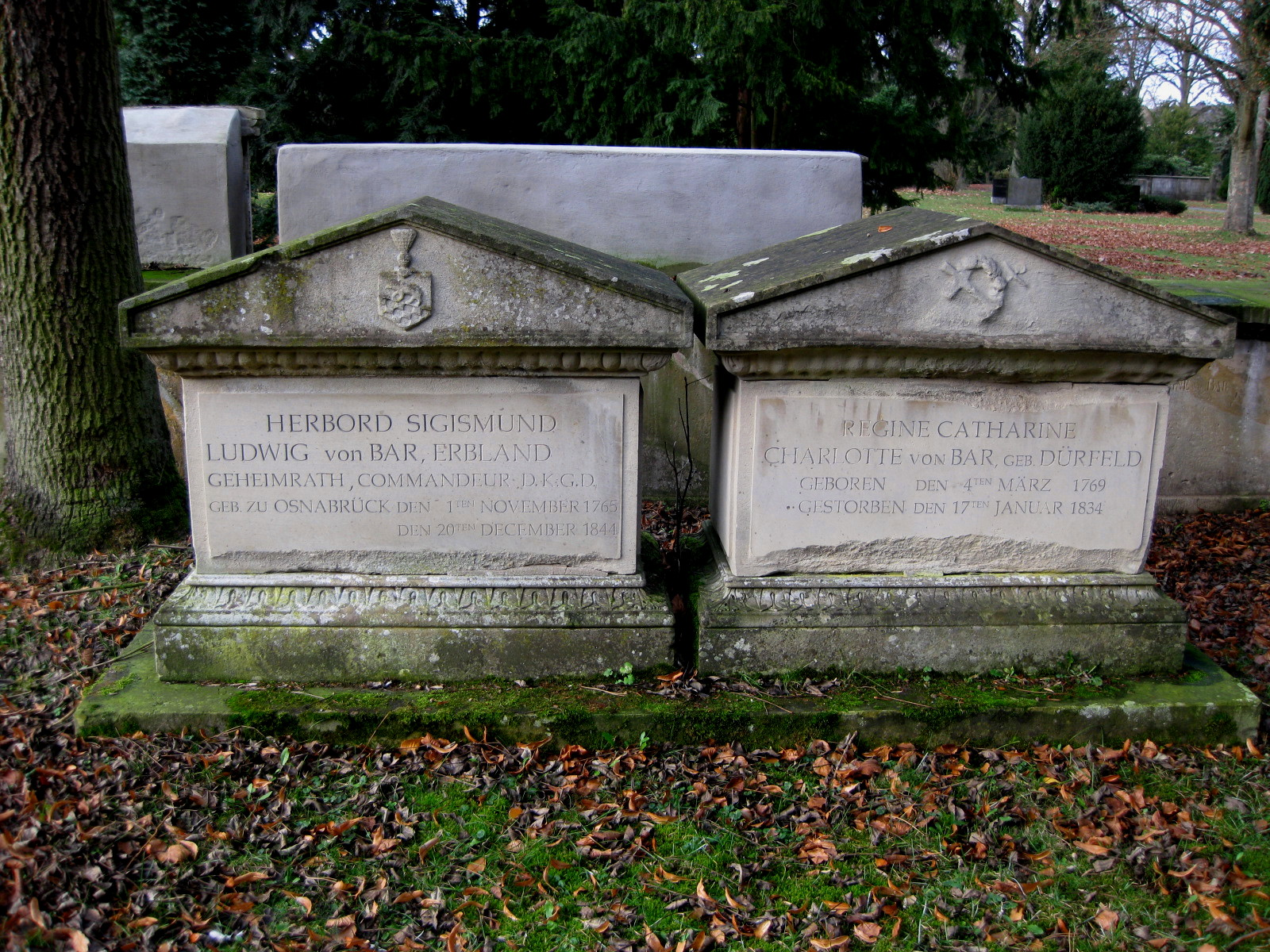
Grabstätte des Ehepaars von Bar

### Johann Mathias Seling
Johann Mathias Seling (1792–1860) wurde in Gesmold geboren, besuchte das Gymnasium Carolinum, studierte Theologie in Münster, arbeitete an seiner früheren Schule als Lehrer, bis er diese Tätigkeit wegen einer Augenerkrankung aufgab. Er wurde Pfarrkaplan an St. Johann und war in dieser Funktion bis zu seinem Tod tätig.

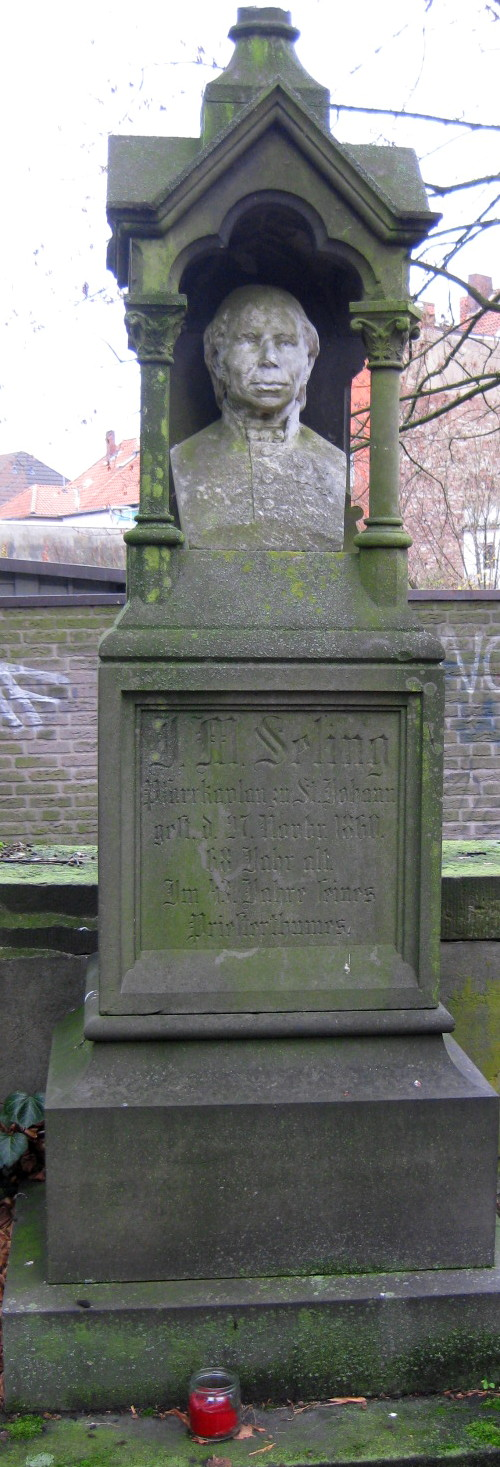
Grabmal Mathias Seling
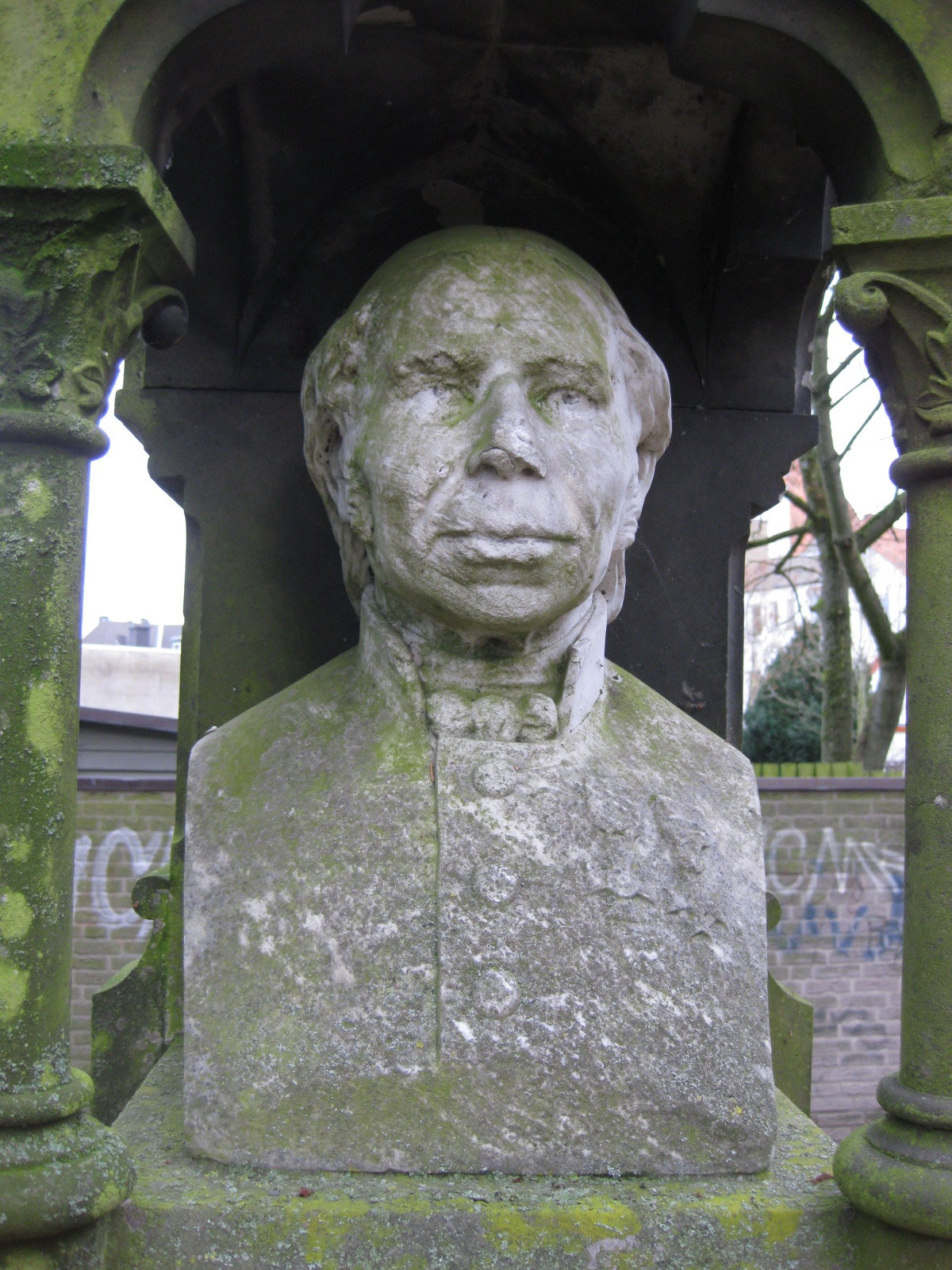
Büste Mathias Selings

### Franz Hecker
Der Maler und Grafiker Franz Hecker (1870–1944), der auch als Musiker begabt war, fand seine letzte Ruhestätte im Heckerschen Familiengrab. Hecker kam im Zweiten Weltkrieg beim Bombardement Osnabrücks ums Leben.

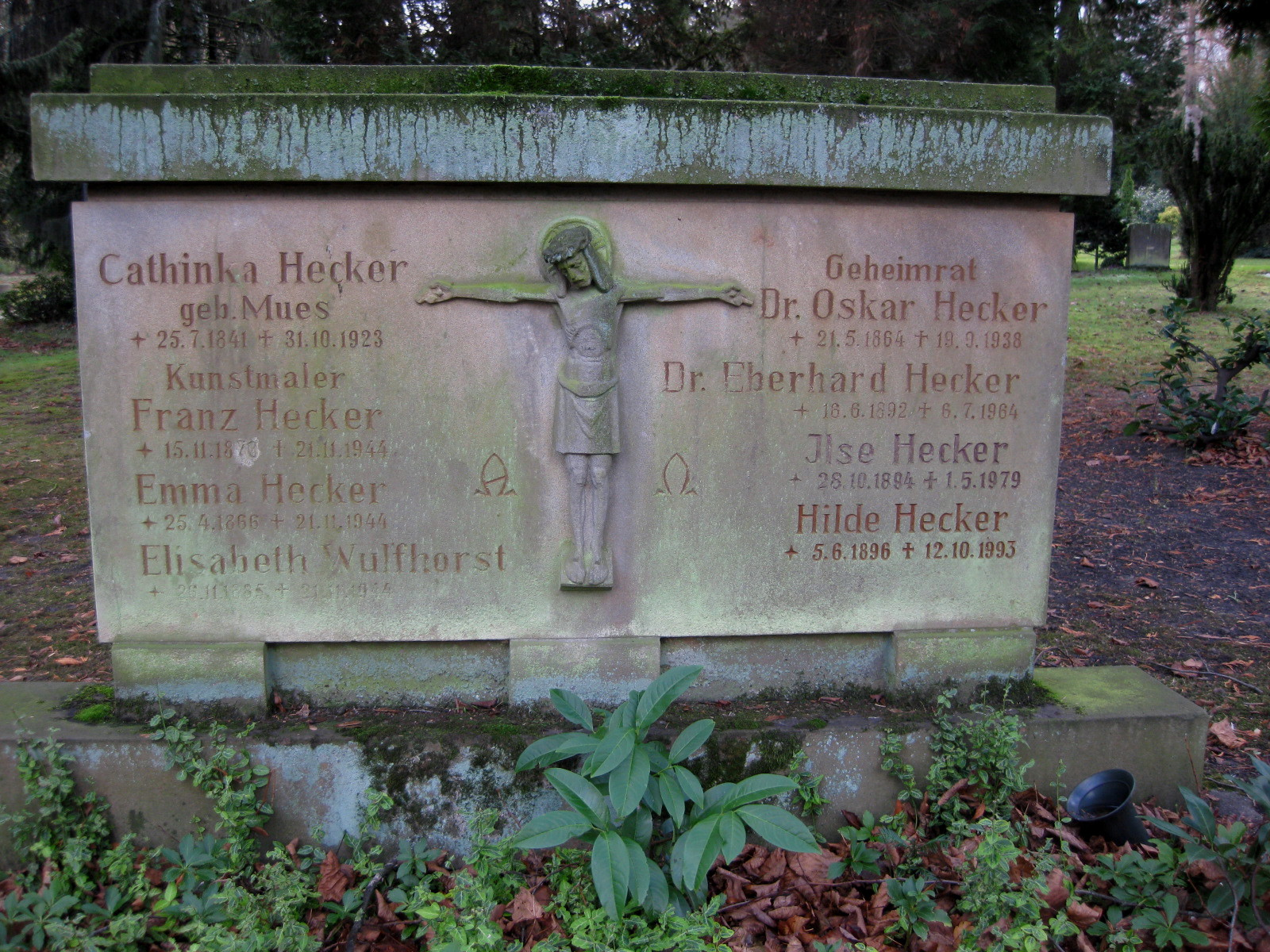
Grabstätte der Familie Hecker

### Familie Wieman-Grothaus
Bekannteste Mitglieder der Osnabrücker Familie Wieman sind der Schriftsteller Bernard Wieman (1872–1940) und sein Neffe, der Schauspieler Mathias Wieman (1902–1969). Beide fanden ihre letzte Ruhestätte in der Grabstätte der Familie Wieman-Grothaus, die der Kaufmann Carl Philipp Wieman 1900 gekauft hatte. Errichtet wurde die Grabanlage aus Muschelkalk von dem Architekten Erich Goßling; der Berliner Bildhauer Richard Engelmann schuf das  Relief mit der Kreuztragung Christi sowie einen Putto (1919). Carl Philipp Wieman gründete 1900 die C. P. Wieman-Grothaus-Stiftung, zu deren Obliegenheiten die Pflege der Grabstätte gehört. Auch die Urne von Erika Meingast (1901–1972), Witwe Mathias Wiemans, wurde in Osnabrück beigesetzt.

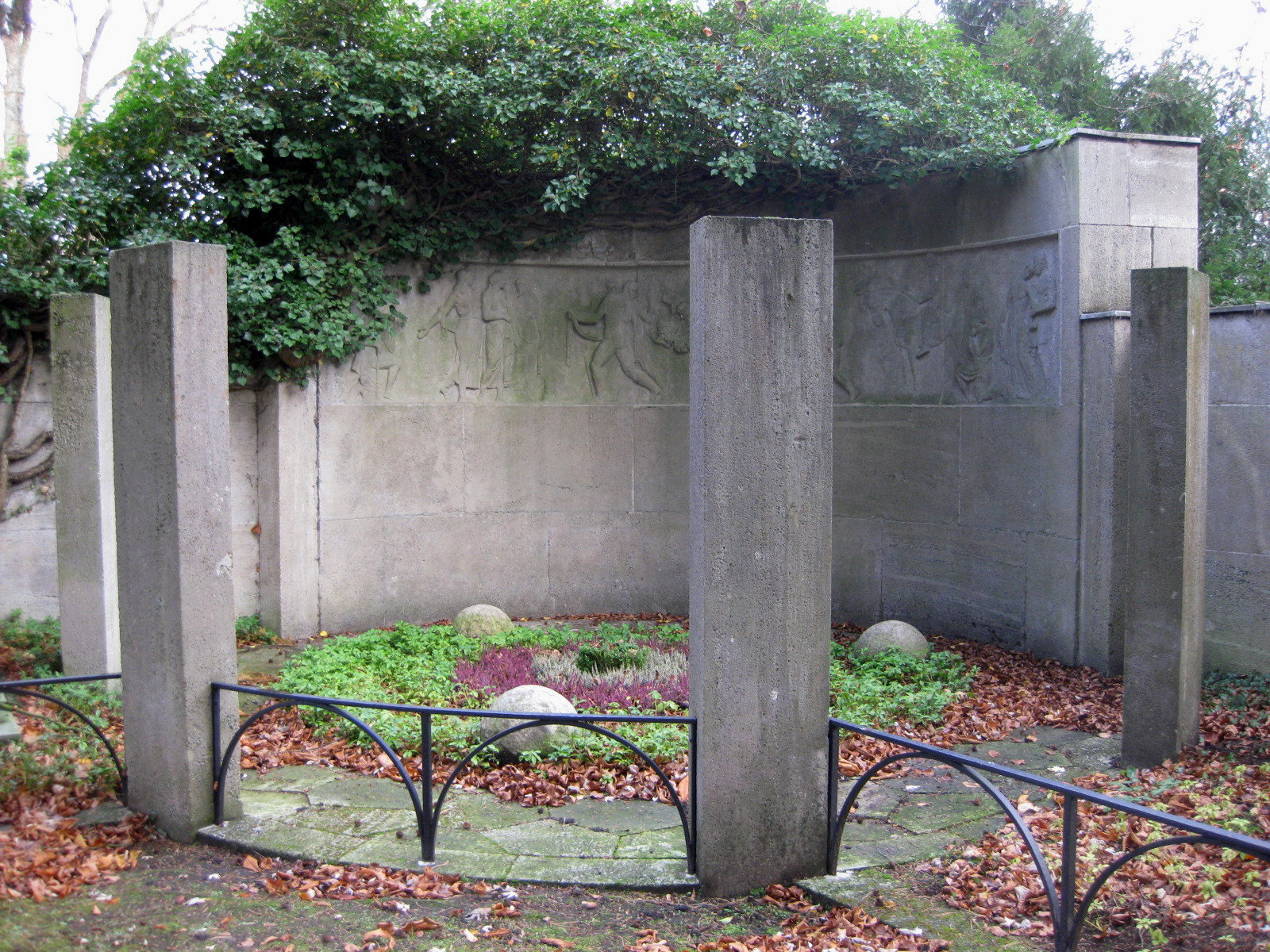
Grabstätte der Familie Wieman-Grothaus

### Gustav Tweer
Gustav Tweer (1893–1916) war ein in Osnabrück geborener Flugpionier. Der erste deutsche Sturz- und Schleifenflieger starb 1916 beim Einfliegen eines neuen Flugzeugtyps.

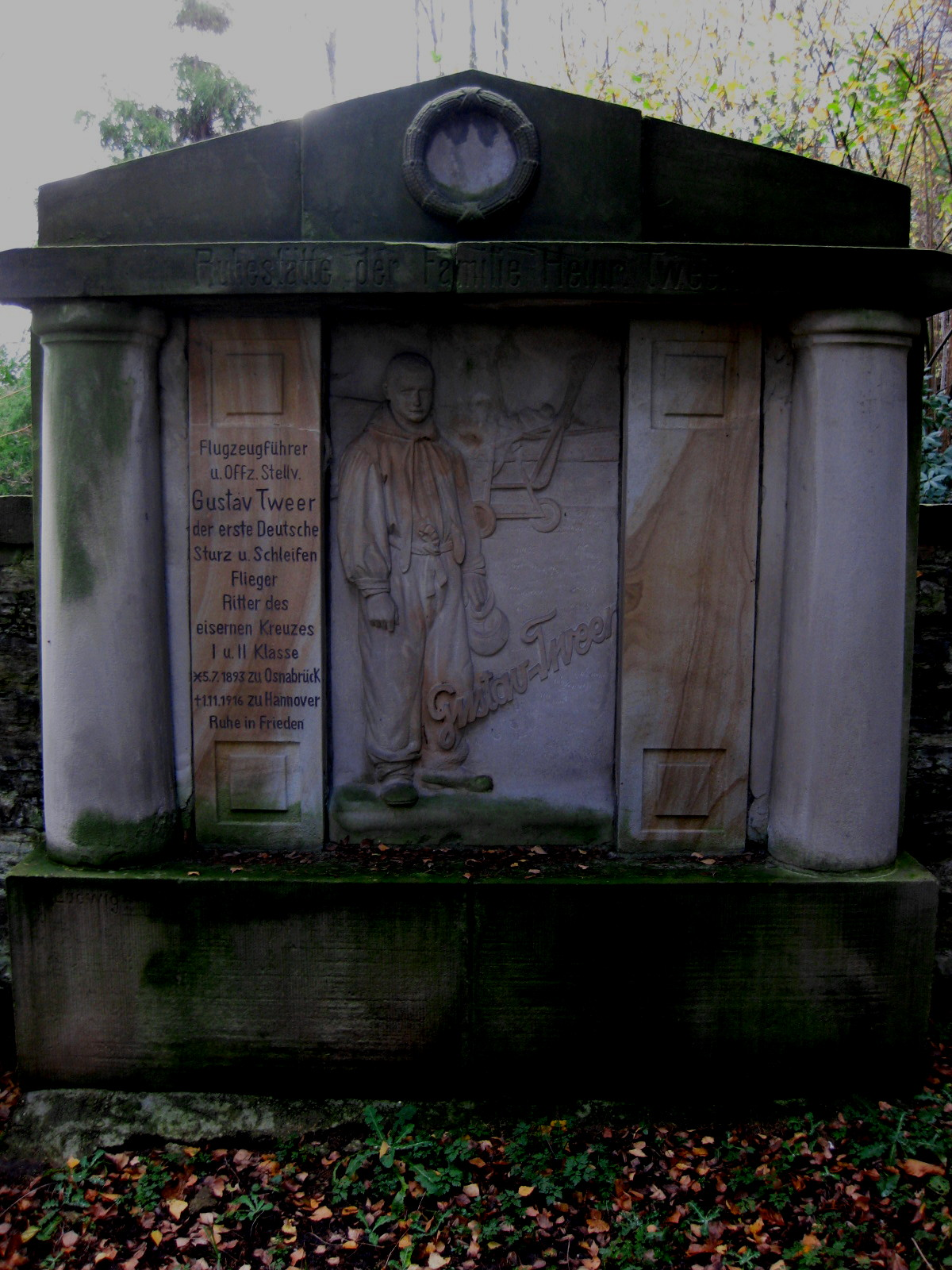
Grabmal Gustav Tweer

### Landschaftsgrab Hammersen
Im Jugendstil gestaltet ist eine von zwei Grabstätten auf dem Johannisfriedhof der Osnabrücker Unternehmerfamilie Hammersen. Die Familie betrieb eine nicht mehr bestehende Weberei. Die weiträumige Grabfläche kaufte Henriette Hammersen 1908 nach dem Tod ihres Mannes Hermann Hammersen, Sohn des Unternehmensgründers Friedrich Heinrich Hammersen.  Henriette Hammersen, gebürtig Smith, war in Norwegen aufgewachsen und verzichtete norwegischem Brauch folgend auf Grabsteine mit Inschriften. Die Bronzepforte ist mit den Initialen H. H. versehen.

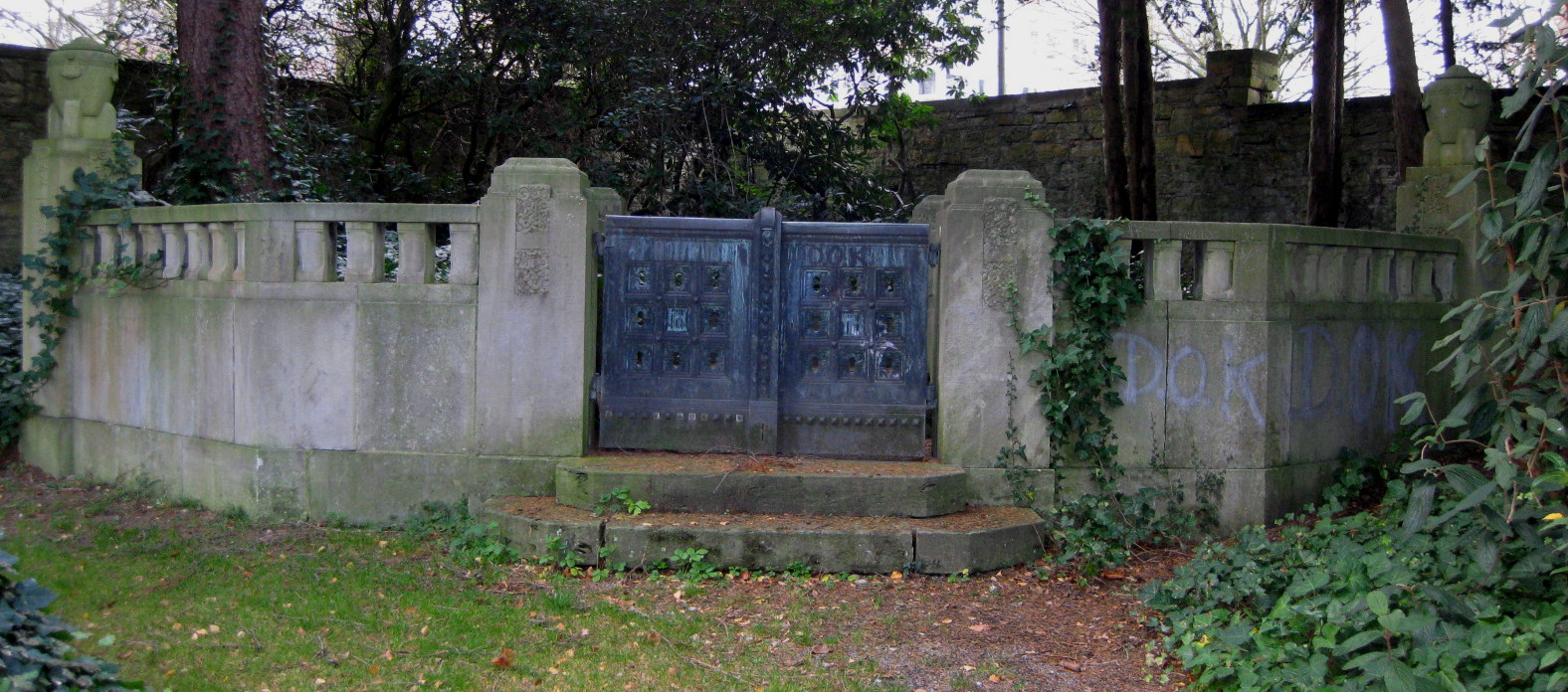
Grabstätte Hammersen